# BGS Aksaj
BGS Aksaj (kaz. БГС Ақсай Футбол Клубы) – kazachski klub piłkarski z siedzibą w Aksaju.

## Historia
Chronologia nazw:
- 1992–1994: Karaczaganak Aksaj (kaz. Карачаганак Ақсай)
- ????–...: BGS Aksaj (kaz. БГС Ақсай)

Klub został założony w 1992 jako Karaczaganak Aksaj. W 1993 debiutował w Wysszej Lidze, w której zajął 11. miejsce i spadł do Birinszi Liga. W 1994 po zakończeniu rundy wiosennej klub zrezygnował z dalszych występów i został rozwiązany. Później został reaktywowany jako BGS Aksaj. W 2002 występował w Birinszi liga.

## Sukcesy
- Kazachska Premier Liga:

11. miejsce: 1993
- Puchar Kazachstanu:

1/16 finału: 1993